# 아석정
아석정(我石亭)은 전북특별자치도 익산시 금마면에 있는, 일제 강점기에 만들어진 누정이다. 2002년 5월 30일 익산시의 향토유적 제4호로 지정되었다.

## 개요
굿대숲, 성황산으로도 불리는 산 중턱에 남서향하고 있는 아석정은 전면 3칸, 측면 2칸의 누정이다. 1934년 소진홍이 자신의 선조인 진주소씨 곤암 소세량, 양곡 소세양의 자손이 대대로 살았고, 문정공 약곡 소세양이 퇴휴당에서 활을 쏘던 과녁터 서편에 세웠다고 전한다. 당시 아석정 앞 내는 말고 시원한 물이 흐르며, 넓은 바위도 있어 쉬는 장소로 제격이었다고 전한다. 그래서 누정의 이름은 송나라 성리학자 주희가 학문을 닦으며 수도하던 정사의 유습을 본떠 '아천석지구'를 읊조리던 것에서 유래하였다는 설이 있다.
산 중턱에 터를 마련해 장대석으로 낮은 기단을 조성하고 원형초석에 기둥을 세웠다. 마루는 우물마루로 기둥뿌리와 마루를 구성하는 멍에 사이에 八자형 빗장을 대어 마루를 바치도록 했다. 마루에는 한자 높이의 난간이 설치되었고 亞자와 안상 형태로 뚫은 판자를 대어 바람이 통하게 하였다. 지붕은 겹처마에 팔작지붕이며 마룻대 밑에는 건립연도를 적은 상량문이 남아있다. 전체적으로 단정한 모습이며 목가구 기법에 있어서도 비교적 전통적 기법을 유지하고 있다.